# Zweites Deutsches Fernsehen

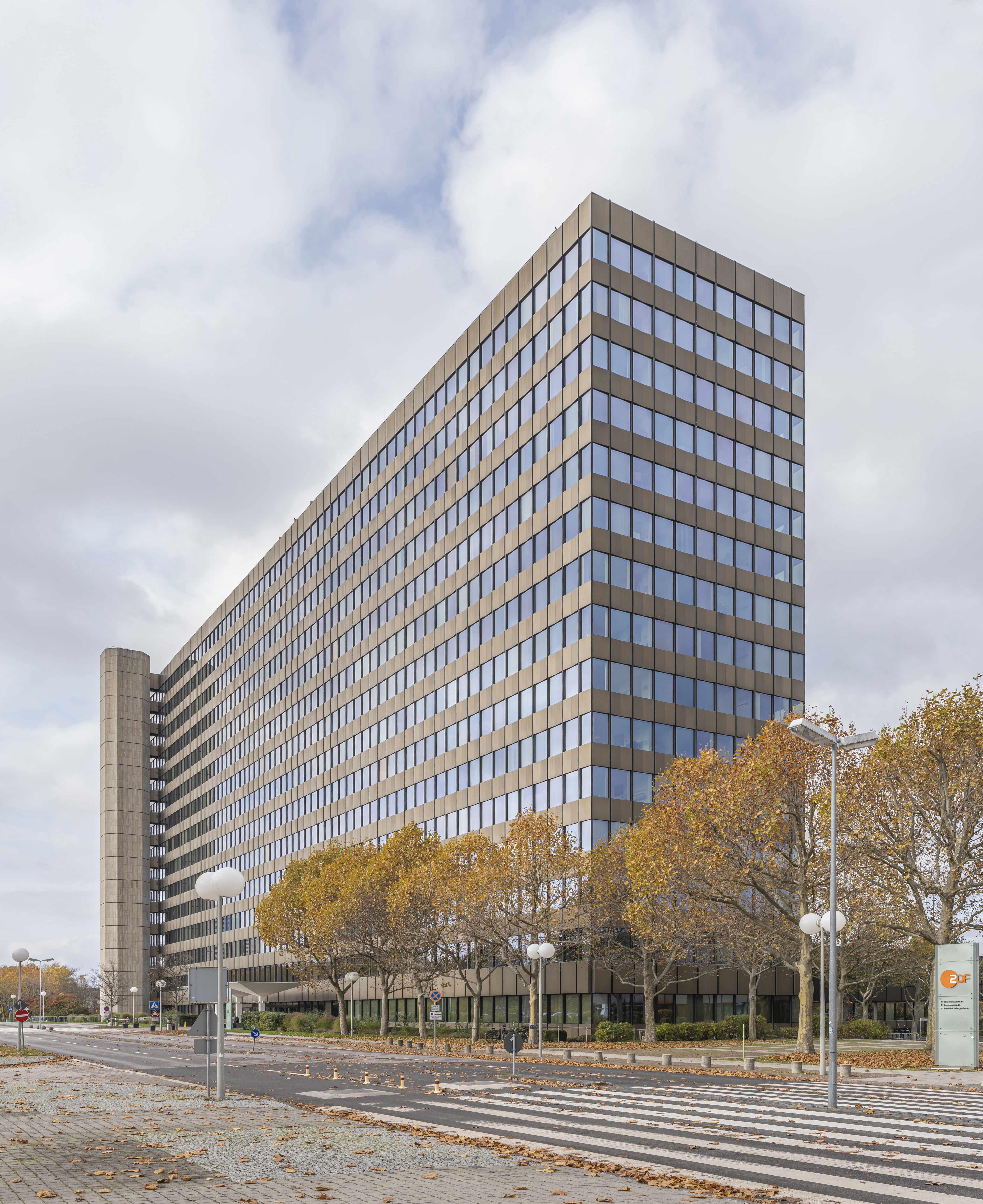
A sede da ZDF em Mogúncia

Zweites Deutsches Fernsehen (português: Segunda emissora alemã de televisão, abreviado ZDF) é uma emissora de televisão pública alemã. É uma emissora independente e uma das maiores emissoras públicas de televisão da Europa, com aproximadamente 3 600 empregados. Sua sede é na cidade de Mogúncia, capital do estado Renânia-Palatinado.
A programação da ZDF é parecida com a da ARD no que diz respeito ao teor informativo, mas com diferenças na parte de entretenimento. Seu noticiário principal e muito popular na Alemanha é o Heute Journal. Como a ARD, esse canal mostra propagandas a nível moderado durante o dia (até às 20h). Na Alemanha, a ZDF e a ARD, são as únicas companhias de televisão de direito público existentes no país. Uma seleção do que há de melhor na programação das duas emissoras é exibido em um outro canal, chamado Deutsche Welle.